# トマスの公理
トマスの公理（トマスのこうり、英語: Thomas theorem）は、1928年にウィリアム・アイザック・トマスとドロシー・スウェイン・トマスによって定式化された社会学の理論。
| 「 | もし、人がある状況をリアル（現実）であると捉えたなら、それは結果においてリアルである。 If men define situations as real, they are real in their consequences. | 」 |

言い換えれば、状況の解釈が、人の行動を生むということである。その解釈は、客観的なものではない。行動は、状態に対する主観的な認識に影響されるのである。それに客観的にみて正しい解釈か否かは、個人の振る舞いの指針としては重要ではない。
1923年、W・I・トマスはより厳密に、いかなる状況の認識（定義）も現状に影響を与える (any definition of a situation would influence the present) と述べていた。さらに、個人は一連の認識の積み重ねを経て、一定の認識が「徐々に生きて行く上での方策やその人自身の性格」にも影響する (gradually [influence] a whole life-policy and the personality of the individual himself) とも述べた。後にトマスは、人が社会を一つの世界として認識して行く過程で状況が果たす役割に対して、社交的諸問題、例えば、親密さ、家族、教育などが、基本的要素として機能することを強調するようになり、その認識された社会においては「主観的印象が人生に投影され、当人にとってリアルなものとなる (in which subjective impressions can be projected on to life and thereby become real to projectors)」とも述べた。
トマスが述べた内容を「トマスの公理」と呼んだのは、これを踏まえた議論として予言の自己成就を論じたロバート・キング・マートンであった。

## 関連文献
- "The Thomas Theorem and The Matthew Effect." Robert K. Merton. Social Forces, December 1995, 74(2):379–424. (Page 401 shows a copy of the letter by Dorothy Swain Thomas.)